# Liste der türkischen Botschafter in Polen
Osmanische Gesandte und türkische Botschafter die in der Türkischen Botschaft Warschau tätig waren.

## Missionschefs

### Osmanische Gesandte
| Ernennung Akkreditierung | Name                       | Bemerkungen | ernannt von | akkreditiert während der Amtszeit von | Posten verlassen |
| ------------------------ | -------------------------- | ----------- | ----------- | ------------------------------------- | ---------------- |
| 1531                     | Jan Kierdej-Sa'id Bey      | [ 1 ]       | Süleyman I. | Sigismund I.                          | 1543             |
| 1569                     | Joachim Strasz İbrahim Bey | [ 2 ]       | Selim II.   | Sigismund II. August                  |                  |

### Türkische Botschafter
| Ernennung Akkreditierung | Name                 | Bemerkungen | ernannt von          | akkreditiert während der Amtszeit von | Posten verlassen |
| ------------------------ | -------------------- | ----------- | -------------------- | ------------------------------------- | ---------------- |
| 21. Juni 1924            | İbrahim Talî Öngören | Gesandter   | Ali Fethi Bey        | Stanisław Wojciechowski               | 1. Feb. 1926     |
| 14. Juni 1926            | Yahya Kemal Beyatlı  | Botschafter | Ali Fethi Bey        | Ignacy Mościcki                       | 14. März 1929    |
| 1. Mai 1929              | Hasan Vasfi Menteşe  |             | Ali Fethi Bey        | Ignacy Mościcki                       | 11. Aug. 1931    |
| 19. Dez. 1931            | Cevat Ezine          |             | Ali Fethi Bey        | Ignacy Mościcki                       | 21. Mai 1932     |
| 30. Juni 1932            | Ahmet Ferit Tek      |             | Ali Fethi Bey        | Ignacy Mościcki                       | 16. Juli 1939    |
| 17. Aug. 1939            | Cemal Hüsnü Taray    |             | Refik Saydam         | Bolesław Wieniawa-Długoszowski        | 1. Juli 1940     |
| 28. Mai 1947             | Şevki Berker         |             | Hasan Saka           | Boleslaw Bierut                       | 13. Juli 1948    |
| 30. Juni 1949            | Şinasi Devrim        |             | Şemsettin Günaltay   | Boleslaw Bierut                       | 31. Juli 1950    |
| 27. Nov. 1952            | Abdullahad Akşin     |             | Adnan Menderes       | Aleksander Zawadzki                   | 6. Juli 1957     |
| 30. Juli 1958            | Ömer Fikret Belbez   |             | Adnan Menderes       | Aleksander Zawadzki                   | 14. Apr. 1961    |
| 28. Juni 1962            | Cemal Yeşil          |             | İsmet İnönü          | Aleksander Zawadzki                   | 18. Juli 1965    |
| 28. Sep. 1965            | Hikmet Bensan        |             | Suat Hayri Ürgüplü   | Edward Ochab                          | 30. Mai 1970     |
| 31. Mai 1970             | Özdemir Benler       |             | Suat Hayri Ürgüplü   | Józef Cyrankiewicz                    | 10. Okt. 1972    |
| 13. Okt. 1972            | Necdet Kent          |             | Ferit Melen          | Henryk Jabłoński                      | 4. Nov. 1976     |
| 11. Nov. 1976            | Eftal Deringil       |             | Süleyman Demirel     | Henryk Jabłoński                      | 30. Mai 1978     |
| 27. Juli 1978            | İlhan Yaşar          |             | Bülent Ecevit        | Henryk Jabłoński                      | 25. Nov. 1980    |
| 8. Dez. 1980             | Turgut Tülümen       |             | Bülend Ulusu         | Henryk Jabłoński                      | 28. Okt. 1984    |
| 4. Nov. 1984             | Muammer Akçer        |             | Turgut Özal          | Henryk Jabłoński                      | 26. Feb. 1989    |
| 28. Feb. 1989            | Hatay Savaşçı        |             | Yıldırım Akbulut     | Wojciech Jaruzelski                   | 17. Feb. 1994    |
| 31. März 1994            | Korkmaz Haktanır     |             | Tansu Çiller         | Lech Wałęsa                           | 17. Okt. 1996    |
| 12. Nov. 1996            | Solmaz Ünaydın       |             | Necmettin Erbakan    | Aleksander Kwaśniewski                | 17. Nov. 1998    |
| 4. Dez. 1998             | Ateş Balkan          |             | Mesut Yılmaz         | Aleksander Kwaśniewski                | 18. Dez. 2000    |
| 22. Dez. 2000            | Candan Azer          |             | Bülent Ecevit        | Aleksander Kwaśniewski                | 17. Jan. 2005    |
| 1. Feb. 2005             | Kadri Ecvet Tezcan   |             | Recep Tayyip Erdoğan | Aleksander Kwaśniewski                | 13. März 2008    |
| 31. März 2008            | Reşit Uman           | [ 3 ]       | Recep Tayyip Erdoğan | Lech Kaczyński                        | 1. Juli 2012     |
| 20. Juli 2012            | Yusuf Ziya Özcan     |             | Recep Tayyip Erdoğan | Bronisław Komorowski                  | 1. März 2016     |
| 1. Okt. 2016             | Tunç Üğdül           |             | Binali Yıldırım      | Andrzej Duda                          |                  |